# Square Cabot
Pour les articles homonymes, voir Cabot.
Le square Cabot est un petit parc urbain de Montréal. 

## Situation et accès
Il est situé au Shaughnessy Village, sur la rue Ste-Catherine Ouest, à l'intersection de l'avenue Atwater. On y trouve en face le Forum Pepsi (ex Forum de Montréal).

## Origine du nom
Il rend honneur à l'explorateur vénitien Jean Cabot (1450-1498).

## Historique
Le terrain où est situé le square Cabot a été acheté des Sulpiciens par la Ville de Montréal le 31 décembre 1870. Le square est mentionné dans des documents officiels pour la première fois en 1890 sous le nom de « Western Park ». Il était alors le parc le plus à l'ouest à Montréal, après le square Dominion. À l'origine, une fontaine était implantée au centre du parc. 
Elle est remplacée en 1935 par une statue de Giovanni Caboto que les Italiens résidant au Canada offrent à la Ville de Montréal. C’est l’œuvre du sculpteur italien Guido Casini, elle fut coulée à Florence.
C'est en 1957 que le parc changea de nom pour Square Cabot. En 1979, le square Cabot et six autres parcs ont été désignés par la Ville de Montréal pour devenir des marchés de fleurs. Une vespasienne fut alors ajoutée dans le parc, près de l'avenue Atwater.

## Sans-abri
Le square est un lieu de rassemblement pour des gens autochtones sans-abri à Montréal. Depuis février 2021, il y a un halte-chaleur (en) par temps froid,,.

## Bâtiments remarquables et lieux de mémoire
Un socle de pierre portant des bas-reliefs de bronze se trouve à la base de la statue de bronze de Giovanni Caboto. Le Centre Sanaaq, un centre culturel et communautaire comportant une bibliothèque, une salle de spectacle et d'exposition ainsi que des espaces sociocommunautaires.

## Sources
- Site officiel
- Document de l'exposition sur le Square Cabot et son quartier